# Перлінгтон (Міссісіпі)
Перлінгтон (англ. Pearlington) — переписна місцевість (CDP) в США, в окрузі Генкок штату Міссісіпі. Населення — 1153 особи (2020).

## Географія
Перлінгтон розташований за координатами 30°14′56″ пн. ш. 89°36′16″ зх. д. / 30.24889° пн. ш. 89.60444° зх. д. (30.248905, -89.604503).  За даними Бюро перепису населення США в 2010 році переписна місцевість мала площу 24,71 км², з яких 23,64 км² — суходіл та 1,07 км² — водойми.

## Демографія
Згідно з переписом 2010 року, у переписній місцевості мешкали 1332 особи в 532 домогосподарствах у складі 360 родин. Густота населення становила 54 особи/км².  Було 659 помешкань (27/км²).
Расовий склад населення:
| - 72,4 % — білих - 23,5 % — чорних або афроамериканців - 0,5 % — корінних американців - 0,3 % — азіатів - 0,1 % — вихідців з тихоокеанських островів |

До двох чи більше рас належало 2,5 %. Частка іспаномовних становила 1,4 % від усіх жителів.
За віковим діапазоном населення розподілялося таким чином: 21,8 % — особи молодші 18 років, 64,6 % — особи у віці 18—64 років, 13,6 % — особи у віці 65 років та старші. Медіана віку мешканця становила 44,3 року. На 100 осіб жіночої статі у переписній місцевості припадало 97,9 чоловіків;  на 100 жінок у віці від 18 років та старших — 103,9 чоловіків також старших 18 років.
Середній дохід на одне домашнє господарство  становив 48 881 долар США (медіана — 36 674), а середній дохід на одну сім'ю — 58 298 доларів (медіана — 40 441). За межею бідності перебувало 26,1 % осіб, у тому числі 43,0 % дітей у віці до 18 років та 16,0 % осіб у віці 65 років та старших.
Цивільне працевлаштоване населення становило 584 особи. Основні галузі зайнятості: освіта, охорона здоров'я та соціальна допомога — 36,0 %, виробництво — 15,2 %, будівництво — 14,6 %.